# Mertens' berghemlockspar
Mertens' berghemlockspar (Tsuga mertensiana) is een groenblijvende conifeer uit de dennenfamilie (Pinaceae). De boom is inheems aan de westkust van Noord-Amerika en komt voor in de hoge gebergten tussen het schiereiland Kenai (Alaska) in het noordwesten en het noorden van Tulare County (Californië) in het zuidoosten.
De boom is vrij zeldzaam als exoot in Europa. Alleen in Schotland blijkt de berghemlock krachtig groeiend; daar bereikt de boom een hoogte van 36 meter.

## Beschrijving
Tsuga mertensiana is een grote, groenblijvende naaldboom die 20 tot 40 meter groot wordt. Er zijn uitzonderlijke gevallen bekend die een hoogte van bijna 60 meter bereikt hebben. De stam van T. mertensiana bereikt een diameter van 2 meter. De schors is dun, diep gekloofd en chocoladebruin tot grijs. De boom is slank en kegelvormig, heeft soms een kromme of gevorkte stam en is opgedeeld in losse schermen van hangend loof.
De loten zijn glanzend lichtbruin. De bladeren staan lukraak uitstaand aan weerszijden van de loot en worden tot 2,5 cm lang. Ze zijn smal en dik en rondom grijs- of blauwgroen. 
De kegels van T. mertensiana zijn veeleer klein, maar wel langer dan die van andere hemlocksparrensoorten. Ze worden tot 8 cm lang. Gesloten zijn ze 8 à 10 mm dik, maar open bereiken ze een breedte van 12 à 35 mm. Oppervlakkig lijken de kegels van Mertens' berghemlockspar nogal op die van de sparren.

### Fotogalerij

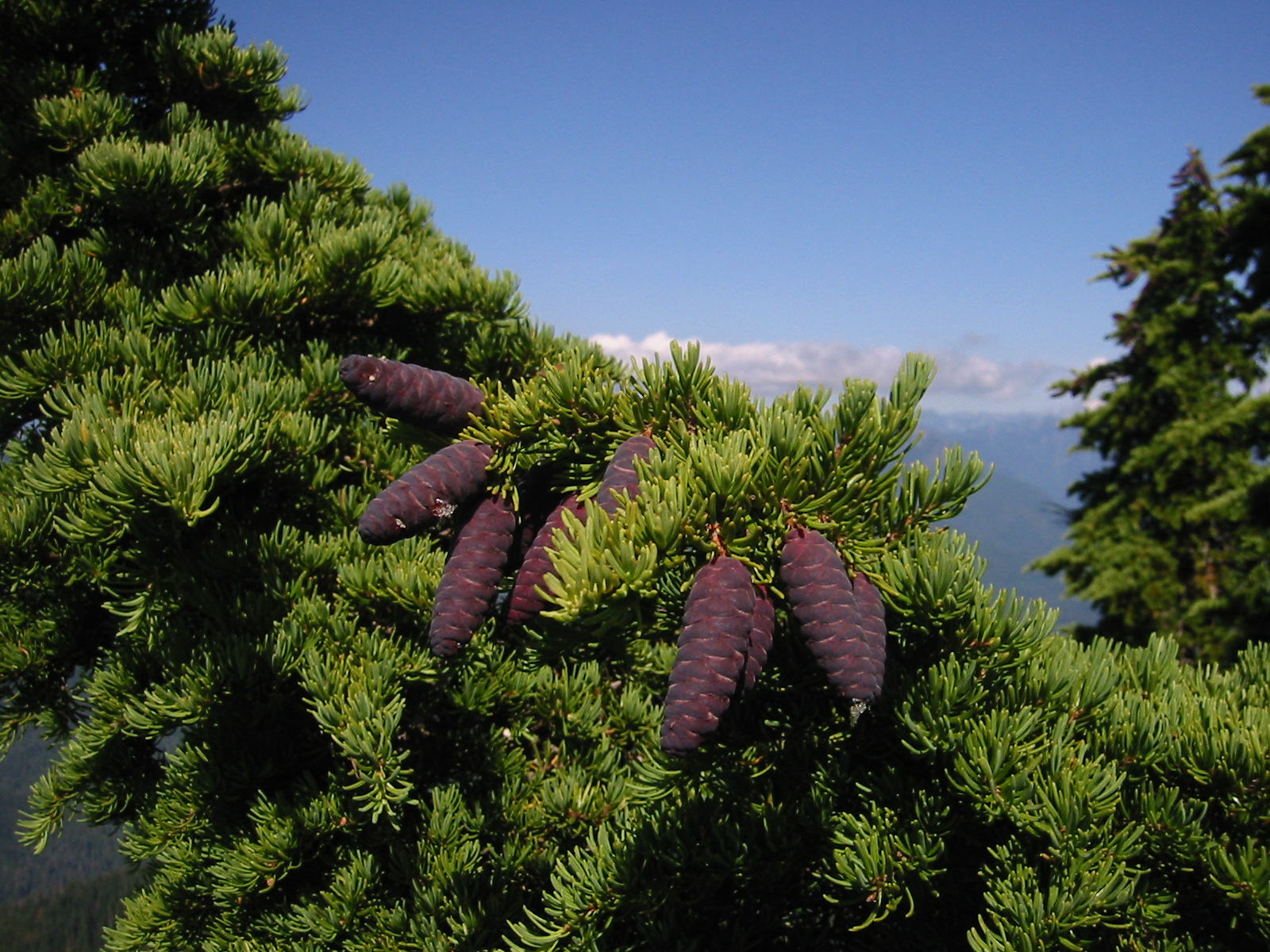
Loof en kegels
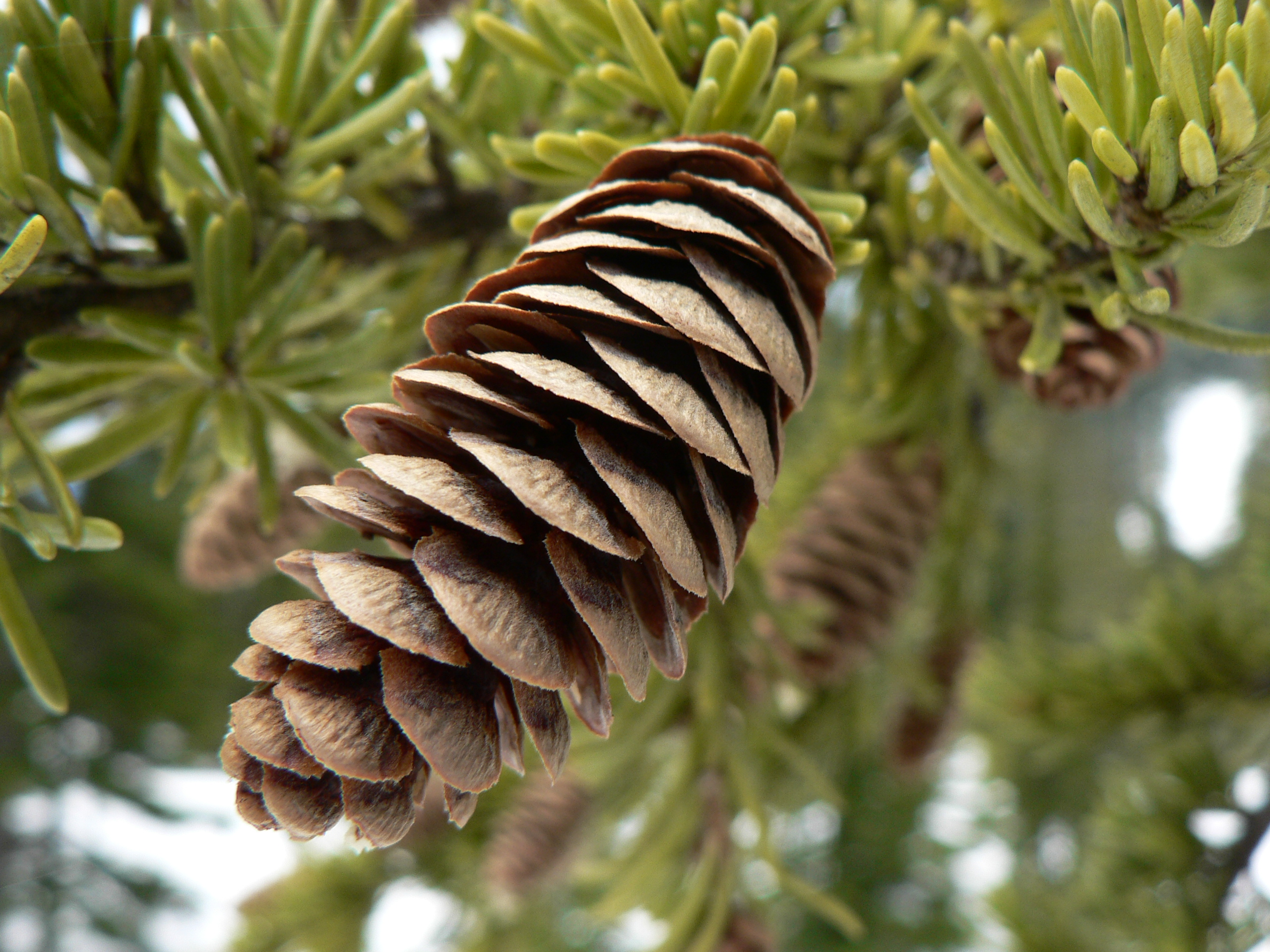
Open kegel

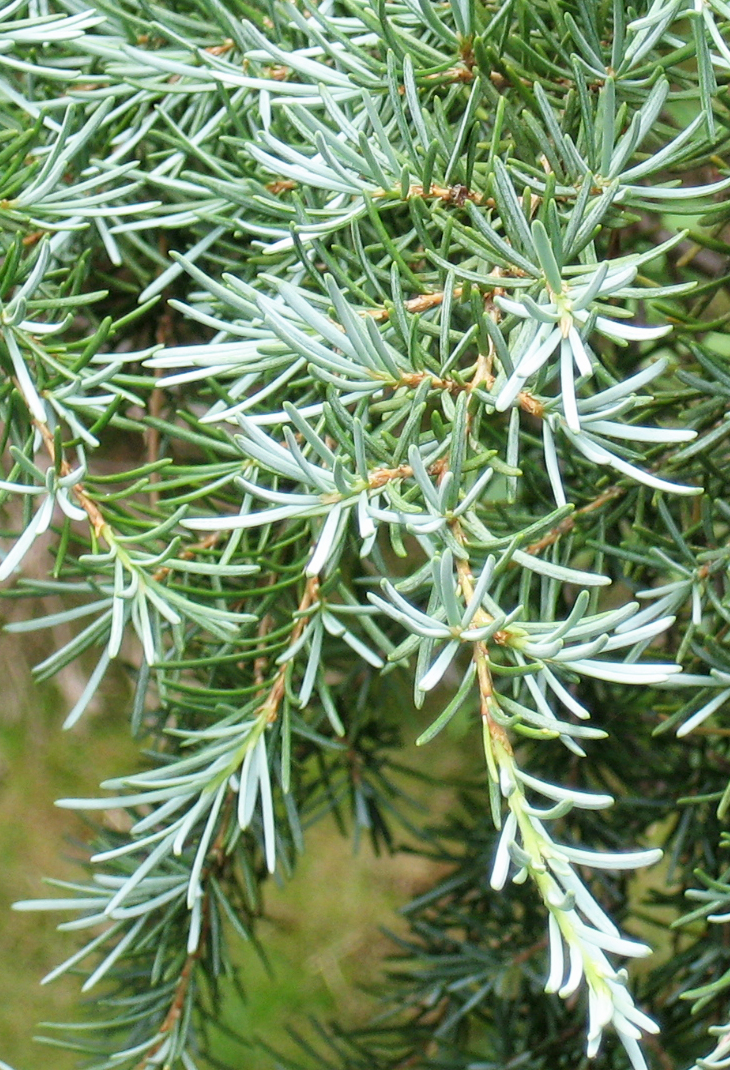
Loten en naalden
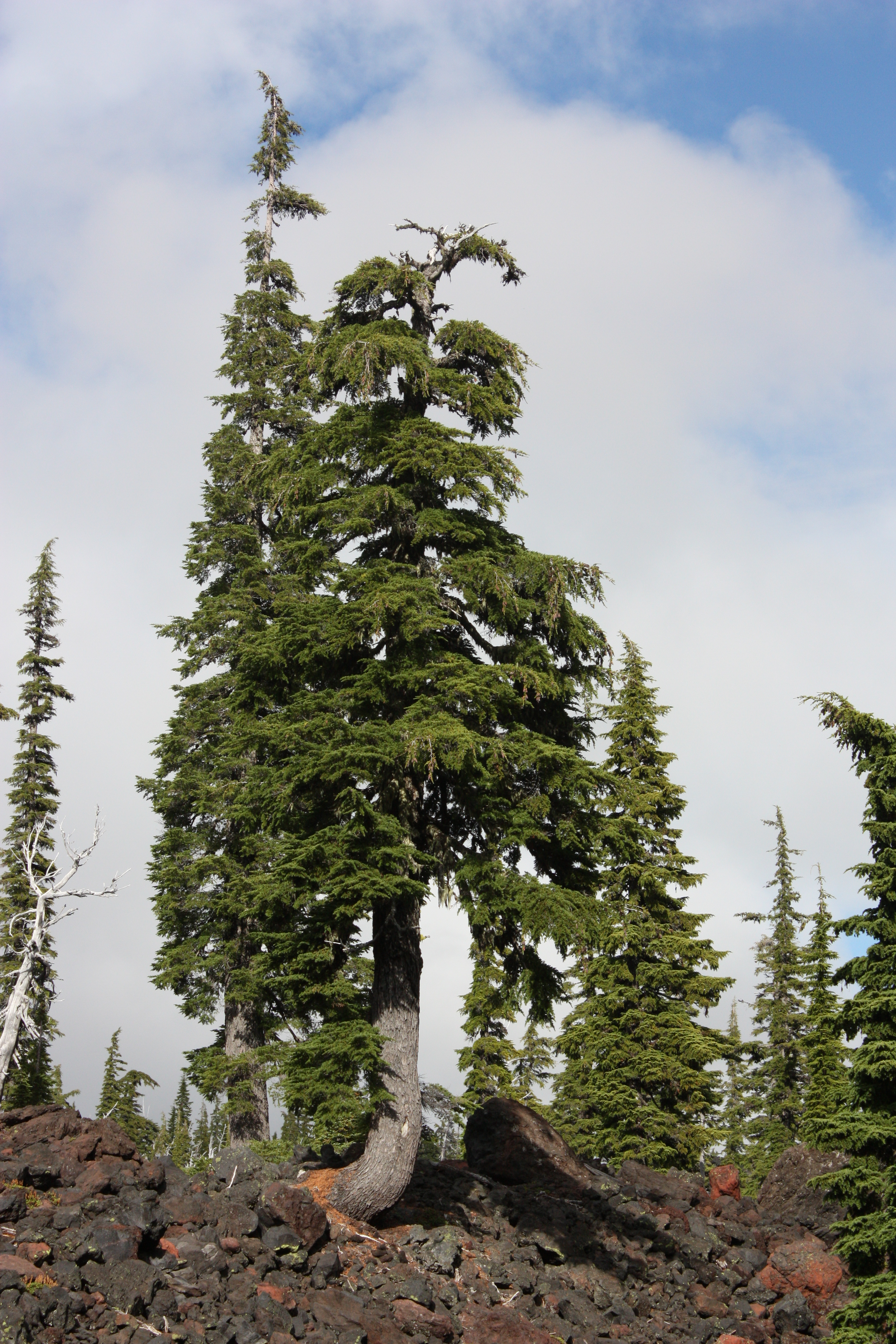
Berghemlocksparren in Oregon